# 春生門事件
春生門事件，是發生在1895年11月28日李氏朝鮮首都汉城景福宮春生門（今首爾青瓦台春秋館位置），朝中親俄派大臣李範晉對內閣總理大臣金弘集的企圖暗殺事件，此事是針對乙未事變的反政變。
負責實行暗殺的侍衛隊長被處死刑，其他有牽連的大臣被判處笞刑、終身監禁不獲敘用等等。